# Complexul de Agrement și Sport „Mureșul”
Complexul de Agrement și Sport „Mureșul” sau Complexul Weekend ( în maghiară Maros Szabadidő- és Sportközpont sau Weekend-telep) este o zonă de agrement lângă malul Mureșului din Târgu Mureș, în Orașul de Sus, unde mulți locuitori au cabane de vacanță, iar vizitatorii pot folosi bazine de înot, canalul artificial, plajă și terenuri de sport pentru a petrece timpul liber.

## Dotări
- Bazine de înot
- Plajă de pajiște
- Canalul brațului mort ale Mureșului cu posibilitate de ambarcațiune
- Terenuri de sport

## Legătură externă
- Materiale media legate de Complexul de Sport și Agrement „Mureșul” la Wikimedia Commons
- Complexului de Agrement și Sport „Mureșul”, Primăria Municipiului Târgu Mureș
- Imagini arhive despre Complexul Weekend în Fototeca Azopan